# Unitat de fórmula
Una unitat de fórmula en química és una fórmula empírica d'una xarxa sòlida iònica o covalent utilitzada com una entitat independent per als càlculs estequiomètrics. És la relació de nombre enter més baix d'ions representats en un compost iònic. Els exemples inclouen xarxes iòniques de NaCl i K₂O i covalents, com ara SiO₂ i C (com el diamant o grafit).
Els compostos iònics no existeixen com a molècules individuals; per tant una unitat de fórmula indica la proporció reduïda més baixa d'ions en el compost.
En mineralogia, com que els minerals són gairebé exclusivament sòlids ja sigui iònics o de xarxa, s'utilitza la unitat de fórmula. El nombre d'unitats de fórmula (Z) i les dimensions dels eixos cristal·logràfics s'utilitzen en la definició de la unitat de cel·la.